# Annamocarya sinensis
Annamocarya sinensis är en valnötsväxtart som först beskrevs av Dode, och fick sitt nu gällande namn av J.-f. Leroy. Annamocarya sinensis ingår i släktet Annamocarya och familjen valnötsväxter. Inga underarter finns listade i Catalogue of Life.